# 뒤다발
뒤다발(posterior cord) 또는 후신경속(後神經束)은 팔신경얼기의 일부로서, 모든 세 개의 뿌리 성분이 포함되어 있다. 위줄기, 중간줄기, 아래줄기의 뒤갈래가 합쳐져 형성된다.
뒤다발에서는 다음과 같은 신경들이 나온다.
| 이름           | 뿌리      | 분포 구조                                                                    |
| 위어깨밑신경   | C5-C6     | 어깨밑근                                                                     |
| 아래어깨밑신경 | C5-C6     | 어깨밑근, 큰원근                                                             |
| 가슴등신경     | C6-C8     | 넓은등근                                                                     |
| 겨드랑신경     | C5-C6     | 어깨의 감각, 어깨세모근, 작은원근, 위팔세갈래근 긴갈래의 운동 기능           |
| 노신경         | C5-C8, T1 | 위팔두갈래근, 위팔노근, 손가락과 손목의 폄근, 손뒤침근, 엄지의 폄근과 벌림근 |

## 추가 이미지

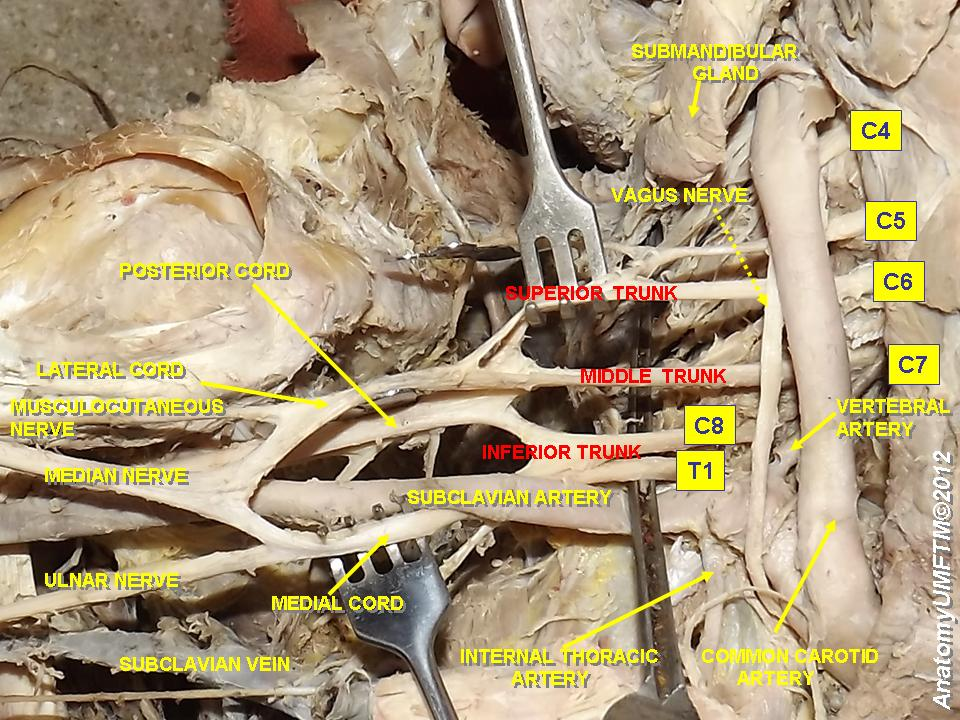
팔신경얼기
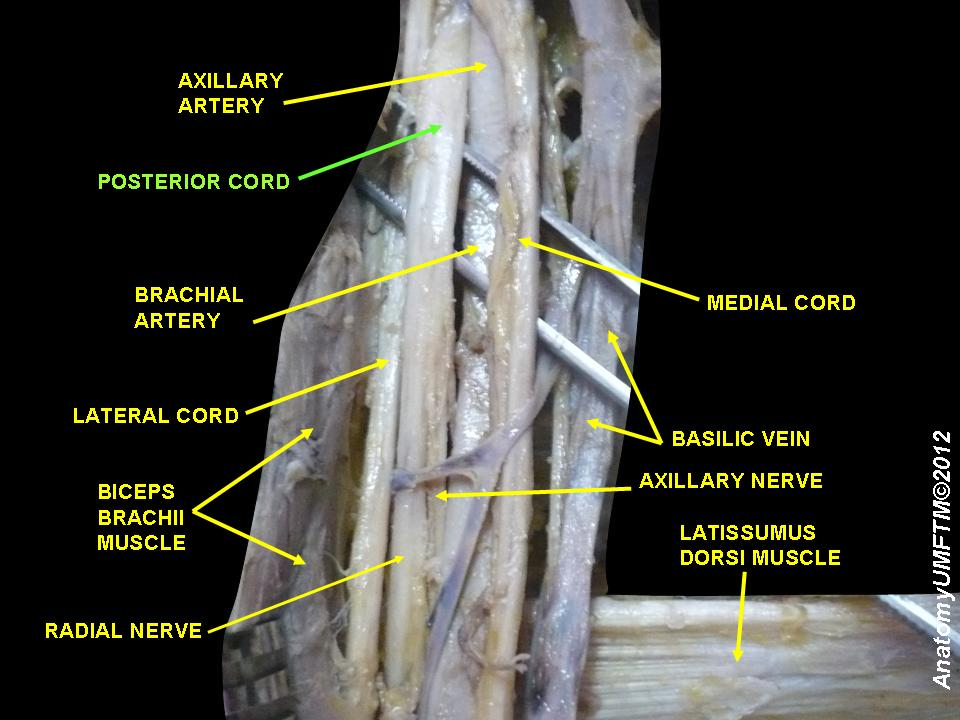
뒤다발
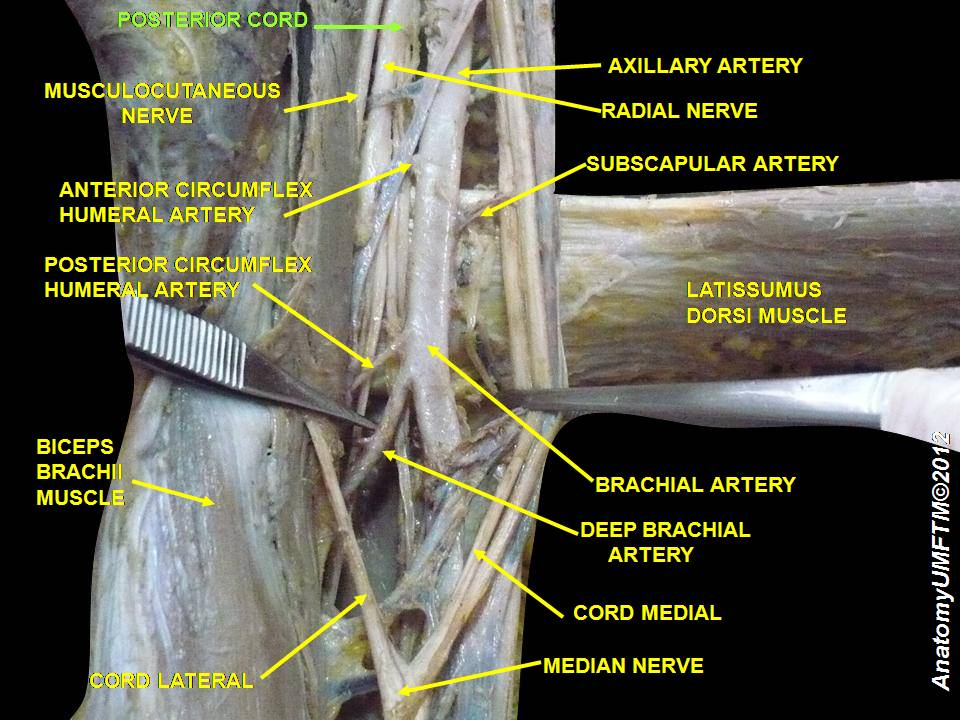
뒤다발
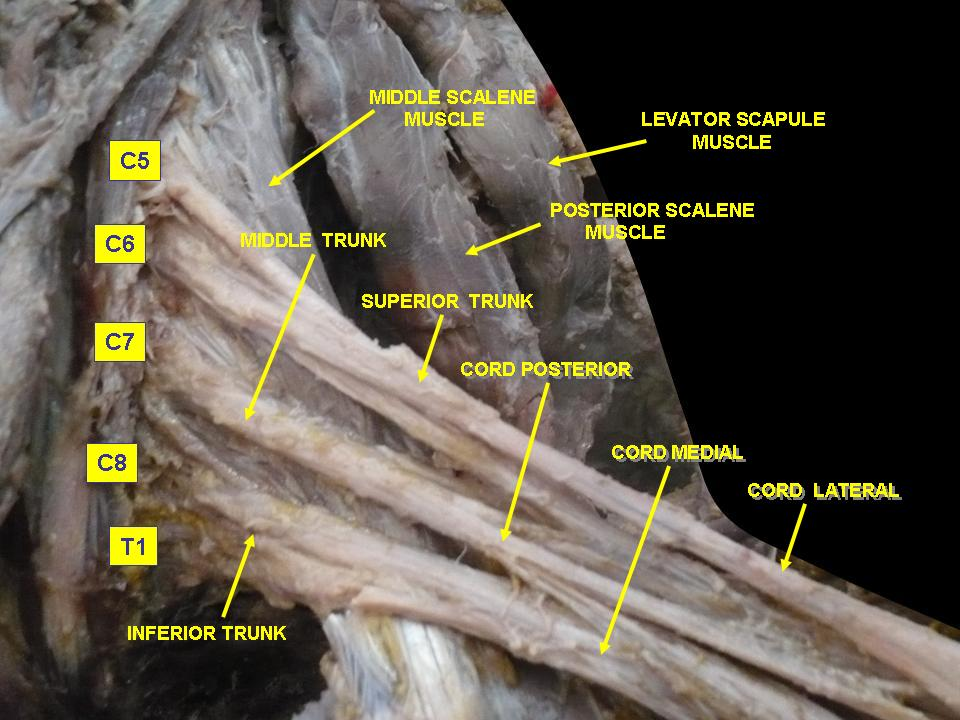
팔신경얼기의 깊은 해부
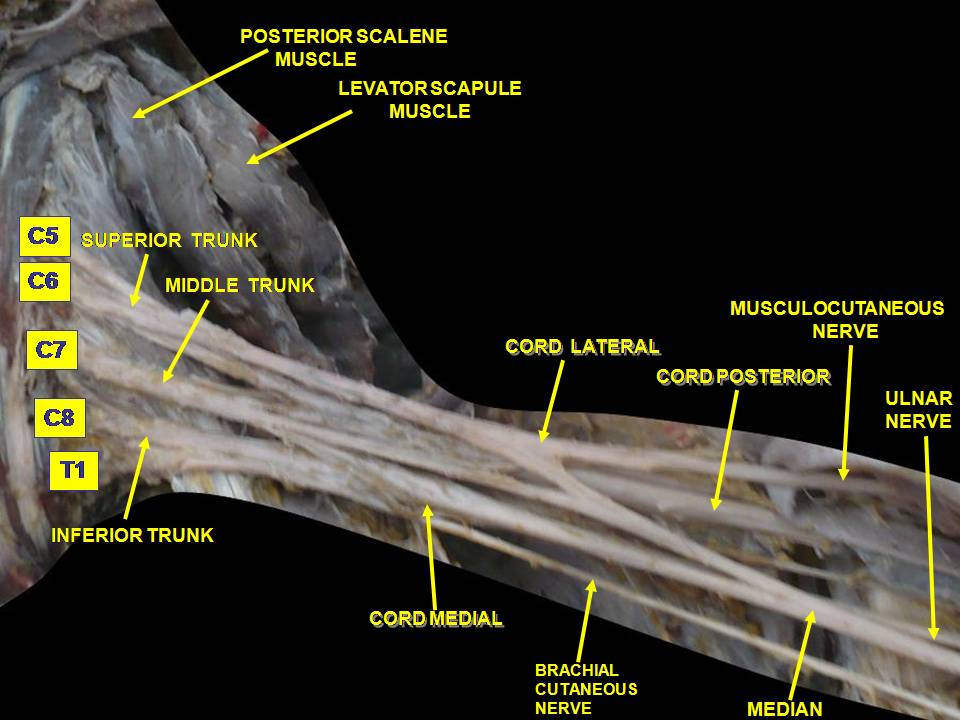
앞가쪽에서 본 팔신경얼기의 깊은 해부